# Dominic Sena
 (juin 2025).
Si vous disposez d'ouvrages ou d'articles de référence ou si vous connaissez des sites web de qualité traitant du thème abordé ici, merci de compléter l'article en donnant les références utiles à sa vérifiabilité et en les liant à la section « Notes et références ».
Dominic Sena est un réalisateur américain né le 26 avril 1949 à Niles, en Ohio.

## Biographie
Après avoir fait des études à la Kent State University, Dominic Sena commence sa carrière en tant que chef opérateur puis réalisateur sur de nombreux clips musicaux pour des artistes tels que Janet Jackson, Sting, Véronique Sanson ou encore Tina Turner. Il fonde ainsi la société Propaganda Films, dont la spécialité est la création de clips, et réalise également plusieurs spots publicitaires, dont plusieurs pour la marque Nike.
Obtenant peu à peu une certaine réputation dans le milieu, il décide de passer à la réalisation de longs métrages. C'est ainsi qu'il signe son premier film Kalifornia en 1993, un thriller avec David Duchovny et un Brad Pitt étonnant dans la peau d'un tueur en série. Mais le road movie n'obtenant pas le succès escompté, Dominic Sena se tourne à nouveau vers la réalisation de clips avec sa société Propaganda Films. Épaulé à la production par Jerry Bruckheimer, le cinéaste revient plus tard au grand écran et réalise en 2000, 60 secondes chrono, un film d'action avec Nicolas Cage et Angelina Jolie en tête d'affiche.
Le succès commercial de ce blockbuster permet à Dominic Sena de se faire remarquer par Joel Silver qui lui confie l'année suivante la réalisation d'Opération Espadon, thriller explosif où Hugh Jackman prête main-forte à John Travolta pour un braquage. Après une pause de quelques années, le réalisateur s'essaie au film policier en 2009 avec Whiteout, adaptation de la bande dessinée éponyme autour d'une enquête sur un meurtre en Antarctique, avec Kate Beckinsale dans le rôle principal.
Peu après, Dominic Sena retrouve Nicolas Cage et lui confie le rôle principal de son nouveau long métrage, Le Dernier des Templiers, film d'aventure fantastique sur le périple de chevaliers chargés d'escorter une jeune fille accusée de sorcellerie jusqu'à un monastère. Le film est un succès surprise en France où il réalise 1 000 723 entrées.

## Filmographie
Sauf indication contraire, les informations mentionnées dans cette section peuvent être confirmées par les bases de données cinématographiques IMDb et Allociné,  présentes dans la section « Liens externes ».

### Cinéma
- 1993 : Kalifornia
- 2000 : 60 Secondes Chrono (Gone in Sixty Seconds)
- 2001 : Opération Espadon (Swordfish)
- 2009 : Whiteout
- 2011 : Le Dernier des Templiers (Season of the Witch)

### Télévision
- 1989 : Rhythm Nation 1814 (court métrage musical)
- 2006 : 13 Graves (TV)

### Clips
- "I Need You", Maurice White (1985)
- "Say It, Say It", E.G. Daily (1986)
- "No Easy Way Out", Robert Tepper (1986)
- "Don't Walk Away", Robert Tepper (1986)
- "Shake You Down", Gregory Abbott (1986)
- "The Next Time I Fall", Peter Cetera & Amy Grant (1986)
- "Top Gun Anthem", Harold Faltermeyer & Steve Stevens (1986)
- "Big Mistake", Peter Cetera (1987)
- "Let's Wait Awhile", Janet Jackson (1987)
- "Listen to the Beat of a Heart", The Burns Sisters (1987)
- "Flash in Japan", Yazawa (1987)
- "Don't Mean Nothing", Richard Marx (1987)
- "The Pleasure Principle", Janet Jackson (1987)
- "Should've Known Better", Richard Marx (1987)
- "They Dance Alone", Sting (1987)
- "Little Lies", Fleetwood Mac (1987)
- "Victim of Love", Bryan Adams (1987)
- "Indian Summer", The Dream Academy (1987)
- "Don't You Want Me", Jody Watley (1987)
- "The Lover in Me", Sheena Easton (1988)
- "Why'd You Lie?", Colin James (1988)
- "Get to You", Dan Reed Network (1988)
- "Fragile", Sting (1988)
- "I Wish You Were Here", Tease (1988)
- "Don't Say It's Love", Johnny Hates Jazz (1988)
- "Don't Walk Away", Toni Childs (1988)
- "Satisfied", Richard Marx (1989)
- "Miss You Much", Janet Jackson (1989)
- "Rhythm Nation", Janet Jackson (1989)
- "I Don't Wanna Lose You", Tina Turner (1989)
- "Heartbeat of Love", Pia Zadora (1989)
- "Come Back to Me", Janet Jackson (1990)
- "Headlights on the Parade", The Blue Nile (1990)
- "Talk to Me", Anita Baker (1990)[1]
- "I'll Be Your Shelter", Taylor Dayne (1990)
- "More", The Sisters of Mercy (1990)
- "One Shot", Tin Machine (1991)
- "Love Is a Wonderful Thing", Michael Bolton (1991)
- "If", Janet Jackson (1993)

## Box-office
| Film                     | Box-office mondial |
| 60 Secondes Chrono       | 237 202 299 $      |
| Opération Espadon        | 147 080 413 $      |
| Le Dernier des Templiers | 91 627 228 $       |
| Whiteout                 | 17 840 867 $       |
| Kalifornia               | 2 395 231 $        |
| Total                    | 496 146 038 $      |